# Melissa Leo
Melissa Chessington Leo (Manhattan, 1960. szeptember 14. –) Oscar-, Primetime Emmy- és Golden Globe-díjas amerikai színésznő.
Az 1980-as években televíziós filmekben és sorozatokban szerepelt. Az All My Children című szappanoperával Daytime Emmy-jelölést szerzett. 1993-ban a Gyilkos utcák bűnügyi drámasorozattal futott be, melyben 1997-ig öt évadon át alakította Kay Howard nyomozónőt. A befagyott folyó (2008) című krimi hozta meg számára első Oscar-jelölését. Az arany szobrot végül A harcos női mellékszereplőjeként vehette át. 2013-ban a Louie című sorozat vendégszereplőjeként nyert Primetime Emmyt. 2015 és 2016 között egy minisorozat, a Wayward Pines szereplője volt.

## Fiatalkora és családja
Anyja, Peggy Chessington Leo kaliforniai születésű tanár; apja, Arnold Leo a Grove Press szerkesztője, halász és szóvivője az East Hampton Baymen Szövetségnek. Manhattanben született, és kiskorában Lower East Side-on élt.

## Pályafutása
Feltűnt több televíziós showban és filmben az 1980-as évek végén. Áttörést hozó szerepe volt a 21 gramm (2003) című filmdrámában.
Országos figyelmet és egy Oscar-jelölést 2009-ben szerzett A befagyott folyó című filmért. 2011-ben Oscar- és Golden Globe-díjat kapott A harcos című filmért, mint a legjobb női mellékszereplő. 2013-ban Primetime Emmy-díjjal jutalmazták a Louie című televíziós sorozatban nyújtott alakítását.

## Magánélete
Korábbi barátjától, John Heard-tól van egy fia, John Matthew Heard, aki 1987-ben született. Három évvel később örökbe fogadta Adamet, aki 1984-ben született.

## Filmográfia

### Film
| Év   | Magyar cím                                    | Eredeti cím                             | Szerep                                                   | Magyar hang        |
| ---- | --------------------------------------------- | --------------------------------------- | -------------------------------------------------------- | ------------------ |
| 1985 |                                               | Always                                  | Peggy                                                    |                    |
| 1985 |                                               | Streetwalkin’                           | Cookie                                                   |                    |
| 1986 |                                               | Deadtime Stories                        | Judith 'Mama' Baer                                       |                    |
| 1988 |                                               | A Time of Destiny                       | Josie Larraneta                                          |                    |
| 1992 |                                               | Immaculate Conception                   | Hannah                                                   |                    |
| 1992 |                                               | Venice/Venice                           | Peggy                                                    |                    |
| 1993 | Little Jo balladája                           | The Ballad of Little Jo                 | Beatrice Grey                                            |                    |
| 1995 | Az utolsó nyár Hamptonban                     | Last Summer in the Hamptons             | Trish Axelrod                                            |                    |
| 1997 |                                               | Under the Bridge                        | Kathy                                                    |                    |
| 1999 |                                               | The 24 Hour Woman                       | Dr. Suzanne Pincus                                       |                    |
| 1999 | Programozott halál                            | Code of Ethics                          | Jo DeAngelo                                              | Nyírő Beáta        |
| 2000 |                                               | Fear of Fiction                         | Sigrid Anderssen                                         |                    |
| 2003 | 21 gramm                                      | 21 Grams                                | Marianne Jordan                                          | Bognár Gyöngyvér   |
| 2004 |                                               | From Other Worlds                       | Miriam                                                   |                    |
| 2005 | Bújócska                                      | Hide and Seek                           | Laura                                                    | Hirling Judit      |
| 2005 |                                               | Runaway                                 | Lisa Adler                                               |                    |
| 2005 | Melquiades Estrada három temetése             | The Three Burials of Melquiades Estrada | Rachel                                                   | Kiss Mari          |
| 2005 | Amerikai fegyver                              | American Gun                            | Louise                                                   | Bessenyei Emma     |
| 2005 | Az utolsó vallomás                            | Confess                                 | Agnes Lessor                                             | Menszátor Magdolna |
| 2006 | Stephanie Daley                               | Stephanie Daley                         | Miri                                                     |                    |
| 2006 |                                               | The Limbo Room                          | K.C. Collins                                             |                    |
| 2006 |                                               | Hollywood Dreams                        | Bee néni                                                 |                    |
| 2006 |                                               | The House Is Burning                    | Mrs. Miller                                              |                    |
| 2007 | Fehér bárány                                  | Black Irish                             | Margaret McKay                                           |                    |
| 2007 |                                               | The Cake Eaters                         | Ceci                                                     |                    |
| 2007 |                                               | Racing Daylight                         | Sadie Stokes / Anna Stokes                               |                    |
| 2007 |                                               | I Believe in America                    | Soto                                                     |                    |
| 2007 | Anyámon a tanárom                             | Mr. Woodcock                            | Sally Jansen                                             |                    |
| 2007 |                                               | One Night                               | Wendy                                                    |                    |
| 2008 | A befagyott folyó                             | Frozen River                            | Ray Eddy                                                 |                    |
| 2008 | Az ábécés gyilkos                             | The Alphabet Killer                     | Kathy Walsh                                              |                    |
| 2008 |                                               | Lullaby                                 | Stephanie                                                |                    |
| 2008 |                                               | Santa Mesa                              | Maggie                                                   |                    |
| 2008 |                                               | Ball Don't Lie                          | Georgia                                                  |                    |
| 2008 | A törvény gyilkosa                            | Righteous Kill                          | Cheryl Brooks                                            | Hirling Judit      |
| 2009 |                                               | Greta                                   | Karen                                                    |                    |
| 2009 |                                               | Stephanie's Image                       | Stephanie                                                |                    |
| 2009 |                                               | True Adolescents                        | Sharon                                                   |                    |
| 2009 | Veronika meg akar halni                       | Veronika Decides to Die                 | Mari                                                     | Szabó Éva          |
| 2009 | Kedves Lemon Lima!                            | Dear Lemon Lima                         | Mrs. Howard                                              |                    |
| 2009 |                                               | Don McKay                               | Marie                                                    |                    |
| 2009 | Mindenki megvan                               | Everybody's Fine                        | Colleen                                                  |                    |
| 2010 | Mallory szerint a világ                       | Welcome to the Rileys                   | Lois Riley                                               | Borbás Gabi        |
| 2010 |                                               | The Dry Land                            | Martha                                                   |                    |
| 2010 |                                               | The Space Between                       | Montine                                                  |                    |
| 2010 | A harcos                                      | The Fighter                             | Alice Eklund-Ward                                        | Nyakó Júlia        |
| 2010 | Meggyőződés                                   | Conviction                              | Nancy Taylor                                             |                    |
| 2011 | Veszett világ                                 | Red State                               | Sarah Cooper                                             | Kovács Nóra        |
| 2012 | Kényszerleszállás                             | Flight                                  | Ellen Block                                              | Söptei Andrea      |
| 2012 |                                               | Why Stop Now                            | Penny Bloom                                              |                    |
| 2012 |                                               | Francine                                | Francine                                                 |                    |
| 2013 | Támadás a Fehér Ház ellen                     | Olympus Has Fallen                      | Ruth McMillan védelmi miniszter                          | Csere Ágnes        |
| 2013 |                                               | Bottled Up                              | Fay                                                      |                    |
| 2013 | Feledés                                       | Oblivion                                | Sally / idegen AI                                        | Nyakó Júlia        |
| 2013 | A komornyik (törölt jelenet)                  | Lee Daniels' The Butler                 | Mamie Eisenhower                                         |                    |
| 2013 | Fogságban                                     | Prisoners                               | Holly Jones                                              | Császár Angela     |
| 2013 | Halálos szerelem                              | Charlie Countryman                      | Kate Countryman                                          | Kovács Nóra        |
| 2014 |                                               | The Ever After                          | Penny                                                    |                    |
| 2014 | Brooklyn legmérgesebb embere                  | The Angriest Man in Brooklyn            | Bette Altmann                                            | Vándor Éva         |
| 2014 | A védelmező                                   | The Equalizer                           | Susan Plummer                                            | Csere Ágnes        |
| 2014 |                                               | Dwegons and Leprechauns                 | Fitz nagyi / Butterfly McDweg / Mrs. Fitzgerald (hangja) |                    |
| 2015 | A nagy dobás                                  | The Big Short                           | Georgia Hale                                             | Csere Ágnes        |
| 2016 | Támadás a Fehér Ház ellen 2. – London ostroma | London Has Fallen                       | Ruth McMillan védelmi miniszter                          | Csere Ágnes        |
| 2016 |                                               | Burn Country                            | Gloria                                                   |                    |
| 2016 | Snowden                                       | Snowden                                 | Laura Poitras                                            | Kovács Nóra        |
| 2017 | Novícia                                       | Novitiate                               | Marie Saint-Clair tisztelendő anya                       |                    |
| 2017 |                                               | The Most Hated Woman in America         | Madalyn Murray O'Hair                                    |                    |
| 2018 |                                               | The Ashram                              | Chandra                                                  |                    |
| 2018 | Méltatlan a szeretetre                        | Unlovable                               | Maddie                                                   |                    |
| 2018 |                                               | Furlough                                | Joan Anderson                                            |                    |
| 2018 | Búcsúpohár                                    | The Parting Glass                       | Al                                                       | Kiss Erika         |
| 2018 | A védelmező 2.                                | The Equalizer 2                         | Susan Plummer                                            | Csere Ágnes        |
| 2021 |                                               | Body Brokers                            | Dr. White                                                |                    |
| 2021 | A lecsap csapat                               | Thunder Force                           | Allie                                                    | Csere Ágnes        |
| 2021 |                                               | Ida Red                                 | Ida 'Red' Walker                                         |                    |
| 2021 |                                               | Coast                                   | Olivia                                                   |                    |
| 2022 | A bosszú mértéke                              | Measure of Revenge                      | Lillian                                                  | Kovács Nóra        |
| 2022 | Egyedül, kettesben                            | Alone Together                          | Deborah                                                  | Menszátor Magdolna |
| 2022 |                                               | Jane                                    | Rhodes igazgató                                          |                    |
| 2024 | A feltakarító brigád                          | The Clean Up Crew                       | Siobhan                                                  |                    |
| 2024 |                                               | Long Gone Heroes                        | Olivia Peterson                                          |                    |
| 2024 |                                               | The Knife                               | Carlsen nyomozó                                          |                    |

Rövidfilmek
- I'm Only There... (1984) – Maggie
- Ladykiller (1986) – nő
- Garden (1994) – Elizabeth

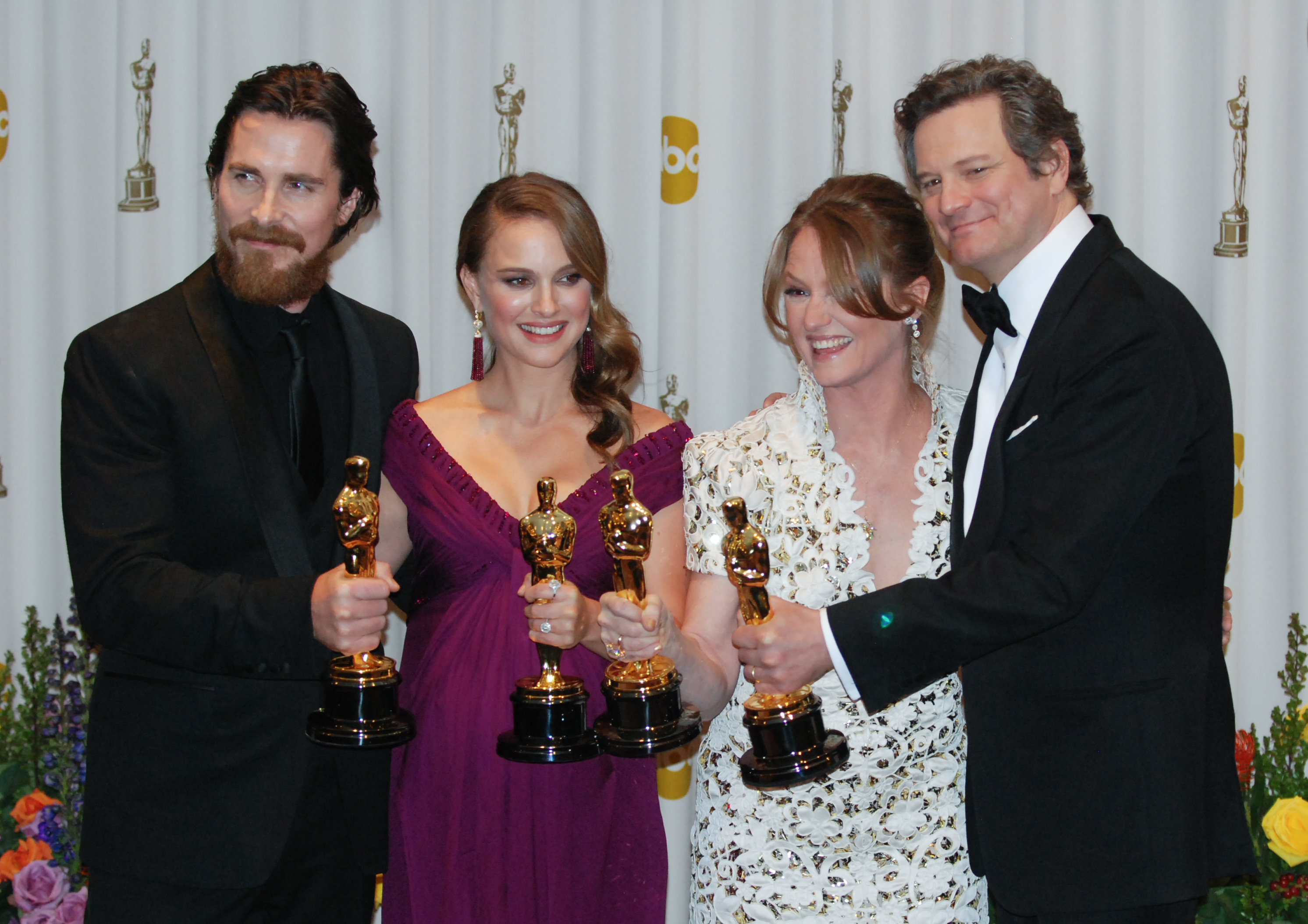
Christian Bale, Natalie Portman, Melissa Leo és Colin Firth 2011-ben

- First Breath (2004) – Waxman nyomozó
- No Shoulder (2005) – Ruth
- Patch (2005) – Maelynn
- Falling Objects (2006) – Helga
- Bomb (2007) – Sharon
- Midnight Son (2007) – Rita
- Dear Lemon Lima (2007) – Mrs. Howard
- This is a Story About Ted and Alice (2008) – Alice
- Predisposed (2008) – Penny
- The Sea Is All I Know (2011) – Sara
- Persephone (2012) – Demeter
- Mother's Day (2015) – Mary
- The Butterfly, the Harp and the Timepiece (2015) – Papillon
- Damnation: The Flashback (2015) – Noda Marra
- The View from Up Here (2017) – Claire

### Televízió

#### Tévéfilm
| Év   | Magyar cím                           | Eredeti cím                           | Szerep                | Magyar hang       |
| ---- | ------------------------------------ | ------------------------------------- | --------------------- | ----------------- |
| 1985 | Néma tanúk                           | Silent Witness                        | Patti Mullen          |                   |
| 1989 | Drogháború Las Vegasban              | Nasty Boys                            | Katie Morrisey        | Györgyi Anna      |
| 1990 |                                      | The Bride in Black                    | Mary Margaret Muldoon |                   |
| 1991 | Karolina szégyenfoltjai              | Carolina Skeletons                    | Cassie                | Csere Ágnes       |
| 1991 | Karolina szégyenfoltjai              | Carolina Skeletons                    | Cassie                | Timkó Eszter      |
| 1995 | Szolgálatban: Vadászat az igazságért | In the Line of Duty: Hunt for Justice | Carol Manning         | Antal Olga        |
| 2000 |                                      | Homicide: The Movie                   | Kay Howard őrmester   |                   |
| 2013 | Öt történet az elmezavarról          | Call Me Crazy: A Five Film            | Robin                 | Farkasinszky Edit |
| 2015 |                                      | LFE                                   | Julie                 |                   |
| 2016 | A végsőkig                           | All the Way                           | Lady Bird Johnson     | Vándor Éva        |

#### Sorozat
| Év        | Magyar cím                               | Eredeti cím                    | Szerep                                       | Megjegyzések                                |
| --------- | ---------------------------------------- | ------------------------------ | -------------------------------------------- | ------------------------------------------- |
| 1984–1988 |                                          | All My Children                | Linda Warner                                 | 34 epizód                                   |
| 1985      |                                          | The Equalizer                  | Irina Dzershinsky                            | 1 epizód                                    |
| 1987      |                                          | Spenser: For Hire              | Mary Hamilton                                | 1 epizód                                    |
| 1988      | Miami Vice                               | Miami Vice                     | Kathleen Gilfords                            | - 1 epizód - magyar hangja: - Hámori Eszter |
| 1989      |                                          | Gideon Oliver                  | Rebecca Hecht                                | 1 epizód                                    |
| 1989–1990 |                                          | The Young Riders               | Emma Shannon                                 | főszereplő (24 epizód)                      |
| 1993–1997 | Gyilkos utcák                            | Homicide: Life on the Street   | Kay Howard őrmester                          | főszereplő (77 epizód)                      |
| 1993–2008 | Esküdt ellenségek                        | Law & Order                    | Alice Sutton / Sherri Quinn / Donna Cheponis | 3 epizód                                    |
| 1994      | Scarlett                                 | Scarlett                       | Suellen O'Hara Benteen                       | minisorozat (2 epizód)                      |
| 1998      | Örökség                                  | Legacy                         | Emma Bradford                                | 2 epizód                                    |
| 2004      | Veronica Mars                            | Veronica Mars                  | Julia Smith                                  | 1 epizód                                    |
| 2004      | CSI: A helyszínelők                      | CSI: Crime Scene Investigation | Sybil Perez                                  | 1 epizód                                    |
| 2005      | Esküdt ellenségek: Különleges ügyosztály | Law & Order: Criminal Intent   | Maureen Curtis                               | 1 epizód                                    |
| 2005      | L                                        | The L Word                     | Winnie Mann                                  | 3 epizód                                    |
| 2006      | Shark – Törvényszéki ragadozó            | Shark                          | Elizabeth Rourke                             | 1 epizód                                    |
| 2007      | Gyilkos elmék                            | Criminal Minds                 | Georgia Davis                                | 1 epizód                                    |
| 2007      | Döglött akták                            | Cold Case                      | Tayna Raymes                                 | 1 epizód                                    |
| 2010–2013 |                                          | Treme                          | Toni Bernette                                | főszereplő (38 epizód)                      |
| 2011      | Mildred Pierce                           | Mildred Pierce                 | Lucy Gessler                                 | minisorozat (5 epizód)                      |
| 2012      | Louie                                    | Louie                          | Laurie                                       | 1 epizód                                    |
| 2014–2016 | BoJack Horseman                          | BoJack Horseman                | Diane anyja (hangja)                         | 2 epizód                                    |
| 2015–2016 | Wayward Pines                            | Wayward Pines                  | Pam Pilcher nővér                            | 11 epizód                                   |
| 2016      |                                          | Broad City                     | Lori                                         | 1 epizód                                    |
| 2017–2018 | Szénné égek idefent                      | I'm Dying Up Here              | Golda 'Goldie' Herschlag                     | - 20 epizód - magyar hangja: - Kovács Nóra  |
| 2019      | Dolly Parton – A szív húrjai             | Dolly Parton's Heartstrings    | Amelia Meegers                               | - 1 epizód - magyar hangja: - Vándor Éva    |
| 2020      | Ez minden, amit tudok                    | I Know This Much Is True       | Ma                                           | 5 epizód                                    |

## Fordítás
- Ez a szócikk részben vagy egészben  a   Melissa Leo című angol Wikipédia-szócikk fordításán alapul.  Az eredeti cikk szerkesztőit annak laptörténete sorolja fel. Ez a jelzés csupán a megfogalmazás eredetét és a szerzői jogokat jelzi, nem szolgál a cikkben szereplő információk forrásmegjelöléseként.